# Acte formel de défection de l'Église catholique

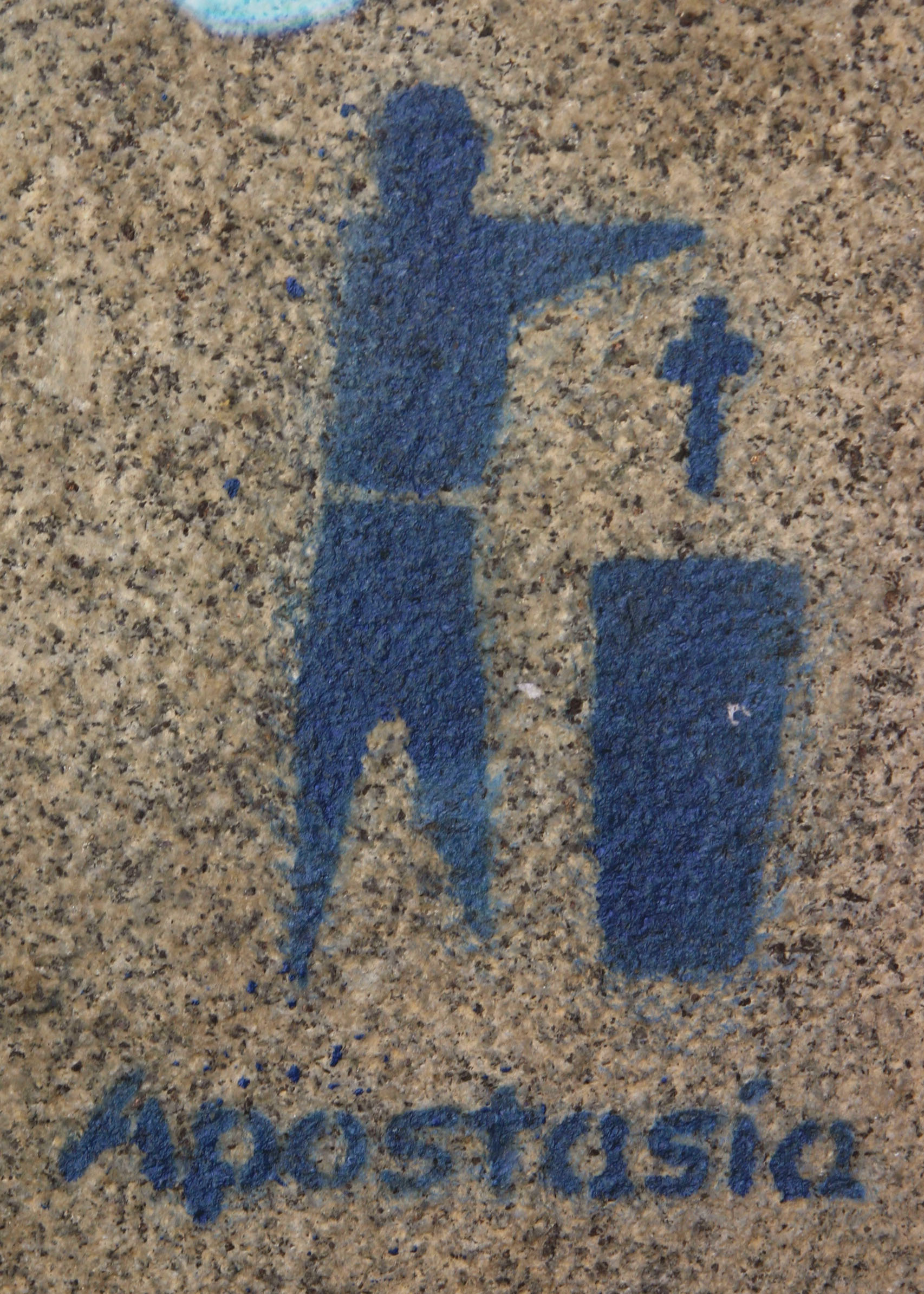
Graffiti créé à l'occasion de manifestations en faveur de l'apostasie en Espagne

L'acte formel de défection de l'Église catholique (latin actus formalis defectionis ab Ecclesia catholica) consistait entre 1983 et 2009 en un acte officiel d'abandon de l’Église catholique par un apostat, résultant en la suppression de son nom des registres paroissiaux et en l'obtention par l'apostat d'une déclaration écrite par les autorités ecclésiastiques reconnaissant formellement sa défection. Cette démarche administrative concernait toute personne attendant une reconnaissance officielle par l'Église de sa défection pour une quelconque raison notamment afin de ne plus être comptabilisée par celle-ci lors du recensement de ses fidèles. 
La lettre apostolique en forme de motu proprio Omnium in mentem promulguée le 26 octobre 2009 par le pape Benoît XVI modifiant le Code de droit canonique a rendu cet acte ainsi que la procédure permettant de l'obtenir obsolètes. Il n'existe, par conséquent, plus de moyen officiel d'obtenir de reconnaissance d'apostasie de la part de l'Église catholique depuis cette date,,,.